# Allan S. Jacobson
Allan Stanley „Bud“ Jacobson (* 18. Juni 1932 in Chattanooga; † 6. Mai 1997 in Altadena) war ein US-amerikanischer Astrophysiker, der sich mit Röntgenstrahl- und Gammastrahlastronomie befasste.

## Leben
Jacobson war zunächst bei der US Air Force und verfolgte dort auch eine Karriere als Sänger im Show-Business (Auftritte in Night Clubs), während er in Japan stationiert war. Nach der Rückkehr in die USA studierte er an der Abendschule am Los Angeles City College, um Ingenieur zu werden. Ab 1959 setzte er sein Studium an der University of California, Los Angeles fort und an der University of California, San Diego, wo er 1964 seinen Master-Abschluss erhielt und 1969 bei Laurence Peterson promoviert wurde. Thema der Dissertation waren Ballonexperimente zur Röntgenastronomie mit Halbleiterdetektoren. Er war auch mit Röntgenstrahlexperiment auf dem OSO 7 beteiligt. Danach ging er ans Jet Propulsion Laboratory, wo er ab 1973 die Gruppe für Hochenergie-Astrophysik leitete. Er befasste sich dort vor allem mit Gammastrahlen-Astronomie mit Germanium-Detektoren von Ballons und Satelliten aus. Er leitete die Entwicklung des hochauflösenden Gammastrahl-Spektrometers an Bord von High Energy Astronomy Observatory 3 (HEAO-3), der 1979 gestartet wurde. Damit gelang insbesondere die Entdeckung der Gammastrahlung aus dem Zerfall von Aluminium-26 (in der Größenordnung von 3 Sonnenmassen) in der Milchstraße und damit der Nachweis fortgesetzter Nukleosynthese in unserer Galaxie (die Halbwertszeit des Zerfalls ist mit 1 Million Jahren in astronomischen Maßstäben relativ klein).
Später widmete er sich der Computergraphik und entwickelte Software zur Visualisierung wissenschaftlicher Daten (Linked Windows Interactive Data System, LinkWinds) sowie Kriegsspiele. Sein LinkWinds war eines der Gewinner der Software des Jahres der NASA 1996. Er war auch an Anwendungen der Gammastrahl-Spektroskopie für Aufklärungssatelliten des US-Militärs beteiligt.
1980 erhielt er die NASA-Medaille für Exceptional Scientific Achievement und 1986 den Bruno-Rossi-Preis. 1986 wurde er Fellow der American Physical Society.